# 라 에렌시아 (2022년 텔레노벨라)
《라 에렌시아》(스페인어: La herencia)는 2022년 방영된 멕시코의 텔레노벨라이다.